# The Back Horn
The Back Horn ist eine 1998 gegründete japanische Rockband, deren Musikstil auf J-Rock basiert.

## Bandgeschichte
Die Band wurde etwa April 1998 gegründet, als alle Gründungsmitglieder aus unterschiedlichen Gründen aus ländlichen Gegenden nach Tokio kamen. Zuerst nannten sie sich Gyorai (魚雷, dt. „Torpedo“), dann änderte man den Namen auf The Back Horn.
Nach ihrer Premiere beim Fuji Rock Festival 1999 veröffentlichten sie das Mini-Album Doko e Iku beim Plattenlabel Kando Records. Sieben Monate danach veröffentlichten sie ihr erstes Album in voller Länge: Yomigaeru Hi. Im Anschluss unterzeichneten sie einen Vertrag beim Label Speedstar Records. Obwohl sie einen Vertrag hatten, bezeichneten sie sich häufig als Indie-Band. Zu dieser Zeit entschied Hirabayashi, die Band zu verlassen.
Nach der Veröffentlichung ihres ersten Albums bei Speedstar Records, Ningen Program, fand die Band mit Okamine Kohshu einen neuen Bassisten. Dieser wollte jedoch nicht sofort Mitglied werden. Er wurde jedoch in Aufnahme des folgenden Albums Shinzō Orchestra miteinbezogen und auf der Tour gab die Band bekannt, dass er von nun an ein vollwertiges Mitglied sei.
Während die Band zunehmend populärer wurde, bekamen sie die Anfrage, die Musik für zwei Filme aufzunehmen, für Kiyoshi Kurosawas Bright Future und Kazuaki Kiriyas Casshern. In der Zwischenzeit nahmen sie das Album Ikiru Sainō auf und veröffentlichten es.
Nach ein paar Touren, einem Auftritt beim Festival Rock in Japan, einigen Singles und ihrer ersten Live-DVD wurde das fünfte Album der Band, Headphone Children, welches oft als Konzeptalbum bezeichnet wird, veröffentlicht. Das Lied Kiseki von diesem Album wurde im Horrorfilm Zoo verwendet. Nach der folgenden Tour wurde das Live-Album Ubugoe Chainsaw veröffentlicht. Zwei Monate später trat die Gruppe zum ersten Mal in Europa auf, bei einem Festival in Barcelona.
Die Band veröffentlichte dann einige Singles und gab einige Shows, einschließlich einer Akustik-Tour nur mit Yamada und Suganami, wobei sie an den Straßen von Japan ohne Eintrittskosten zu erheben spielten. Im April 2006 kam ihr sechstes Album Taiyō no Naka no Seikatsu auf den Markt.

## Diskografie

### Studioalben
| Jahr | Titel                                                            | Höchstplatzierung, Gesamtwochen, AuszeichnungChartsChartplatzierungen (Jahr, Titel, Platzierungen, Wochen, Auszeichnungen, Anmerkungen) | Anmerkungen                                       |
| Jahr | Titel                                                            | JP | Anmerkungen                                       |
| ---- | ---------------------------------------------------------------- | --- | ------------------------------------------------- |
| 1999 | Doko e Iku (何処へ行く)                                          | — | Erstveröffentlichung: 22. September 1999 EP       |
| 2000 | Yomigaeru Hi (甦る陽)                                            | — | Erstveröffentlichung: 25. April 2000              |
| 2001 | Ningen Program (人間プログラム), Ningen Puroguramu               | JP30 (2 Wo.)JP | Erstveröffentlichung: 17. Oktober 2001            |
| 2002 | Shinzō Orchestra (心臓オーケストラ), Shinzō Ōkesutora            | JP50 (2 Wo.)JP | Erstveröffentlichung: 13. November 2002           |
| 2003 | Ikiru Sainō (イキルサイノウ)                                     | JP21 (6 Wo.)JP | Erstveröffentlichung: 22. Oktober 2003            |
| 2005 | Headphone Children (ヘッドフォンチルドレン), Heddofon Chirudoren | JP23 (8 Wo.)JP | Erstveröffentlichung: 16. März 2005               |
| 2005 | Ubugoe Chainsaw (産声チェインソー), Ubugoe Cheinsō               | JP46 (3 Wo.)JP | Erstveröffentlichung: 24. August 2005 Livealbum   |
| 2006 | Taiyō no Naka no Seikatsu (太陽の中の生活)                       | JP19 (3 Wo.)JP | Erstveröffentlichung: 19. April 2006              |
| 2007 | The Back Horn                                                    | JP16 (5 Wo.)JP | Erstveröffentlichung: 23. Mai 2007                |
| 2008 | Best The Back Horn                                               | JP10 (9 Wo.)JP | Erstveröffentlichung: 23. Januar 2008 Kompilation |
| 2008 | Pulse (パルス), Paruzu                                           | JP5 (7 Wo.)JP | Erstveröffentlichung: 3. September 2008           |
| 2010 | Asylum (アサイラム)                                              | JP9 (6 Wo.)JP | Erstveröffentlichung: 15. September 2010          |
| 2012 | LiveSquall (リヴスコール)                                        | JP10 (6 Wo.)JP | Erstveröffentlichung: 6. Juni 2012                |
| 2013 | Kyo-Mei (ツアー～リヴスコール～)                                 | JP43 (2 Wo.)JP | Erstveröffentlichung: 6. Februar 2013             |
| 2013 | B-side The Back Horn                                             | JP19 (4 Wo.)JP | Erstveröffentlichung: 18. September 2013          |
| 2014 | Akatsuki no Fanfare (暁のファンファーレ)                         | JP8 (6 Wo.)JP | Erstveröffentlichung: 9. April 2014               |
| 2015 | Unmei Kaika (運命開花)                                           | JP16 (4 Wo.)JP | Erstveröffentlichung: 25. November 2015           |
| 2017 | Best The Back Horn II                                            | JP14 (4 Wo.)JP | Erstveröffentlichung: 18. Oktober 2017            |
| 2018 | Joukei Dorobou (情景泥棒)                                        | JP12 (4 Wo.)JP | Erstveröffentlichung: 7. März 2018 EP             |
| 2018 | All Indies The Back Horn                                         | JP22 (3 Wo.)JP | Erstveröffentlichung: 17. Oktober 2018            |
| 2019 | Carpe Diem (カルペ・ディエム)                                    | JP13 (4 Wo.)JP | Erstveröffentlichung: 23. Oktober 2019            |
| 2022 | Anthologia アントロギア                                          | JP14 (2 Wo.)JP | Erstveröffentlichung: 13. April 2022              |
| 2023 | Rearrange The Back Horn                                          | JP26 (2 Wo.)JP | Erstveröffentlichung: 14. Juni 2023               |

### Singles
| Jahr | Titel Album                                                            | Höchstplatzierung, Gesamtwochen, AuszeichnungChartsChartplatzierungen (Jahr, Titel, Album, Platzierungen, Wochen, Auszeichnungen, Anmerkungen) | Anmerkungen                                                                                                 |
| Jahr | Titel Album                                                            | JP | Anmerkungen                                                                                                 |
| ---- | ---------------------------------------------------------------------- | --- | --- |
| 2000 | Fūsen (風船) –                                                         | — | Erstveröffentlichung: 25. September 2000                                                                    |
| 2001 | Sunny (サニー), Sanī –                                                 | — | Erstveröffentlichung: 25. April 2001                                                                        |
| 2001 | Sora, Hoshi, Umi no Yoru (空、星、海の夜) –                            | JP71 (1 Wo.)JP | Erstveröffentlichung: 22. August 2001                                                                       |
| 2002 | Sekaiju no Shita de (世界樹の下で) –                                   | JP69 (1 Wo.)JP | Erstveröffentlichung: 29. Mai 2002                                                                          |
| 2002 | Namida ga Koboretara (涙がこぼれたら) –                                | JP71 (1 Wo.)JP | Erstveröffentlichung: 28. August 2002                                                                       |
| 2003 | Mirai (未来) –                                                         | JP49 (6 Wo.)JP | Erstveröffentlichung: 22. Januar 2003                                                                       |
| 2003 | Hikari no Kesshō (光の結晶) –                                          | JP55 (2 Wo.)JP | Erstveröffentlichung: 18. Juni 2003                                                                         |
| 2003 | Seimeisen (生命線) –                                                   | JP60 (1 Wo.)JP | Erstveröffentlichung: 20. August 2003                                                                       |
| 2004 | Yume no Hana (夢の花) –                                                | JP29 (6 Wo.)JP | Erstveröffentlichung: 21. Juli 2004                                                                         |
| 2004 | Cobalt Blue (コバルトブルー), Kobaruto Burū –                          | JP30 (3 Wo.)JP | Erstveröffentlichung: 3. November 2004                                                                      |
| 2005 | Kizuna Song (キズナソング), Kizuna Songu –                             | JP36 (4 Wo.)JP | Erstveröffentlichung: 26. Januar 2005                                                                       |
| 2005 | Black Hole Birthday (ブラックホールバースデイ), Burakku Hōru Bāsudei – | JP32 (5 Wo.)JP | Erstveröffentlichung: 16. Dezember 2005                                                                     |
| 2006 | Hajimete no Kokyū de (初めての呼吸で) –                                | JP34 (3 Wo.)JP | Erstveröffentlichung: 8. Februar 2006                                                                       |
| 2006 | Chaos Diver (カオスダイバー), Kaosu Daibā –                            | JP31 (3 Wo.)JP | Erstveröffentlichung: 22. März 2006                                                                         |
| 2006 | Koe (声) –                                                             | JP23 (5 Wo.)JP | Erstveröffentlichung: 20. Dezember 2006                                                                     |
| 2007 | Utsukushii Namae (美しい名前) –                                        | JP24 (5 Wo.)JP | Erstveröffentlichung: 31. März 2007                                                                         |
| 2007 | Wana (罠) –                                                            | JP9 Gold (Digital) · (14 Wo.)JP | Erstveröffentlichung: 14. November 2007 Abspanntitel für Kidō Senshi Gundam 00                              |
| 2008 | Kakusei (覚醒) –                                                       | JP15 (4 Wo.)JP | Erstveröffentlichung: 21. Mai 2008                                                                          |
| 2010 | Tatakau Kimi yo (戦う君よ) –                                           | JP13 (5 Wo.)JP | Erstveröffentlichung: 21. April 2010                                                                        |
| 2010 | Tozasareta Sekai (閉ざされた世界) –                                    | JP14 (11 Wo.)JP | Erstveröffentlichung: 4. August 2010 Abspanntitel für Kidō Senshi Gundam 00 – A wakening of the Trailblazer |
| 2012 | Sirius (シリウス) –                                                    | JP22 (5 Wo.)JP | Erstveröffentlichung: 7. März 2012                                                                          |
| 2013 | Battle Ima (バトルイマ) –                                              | JP13 (4 Wo.)JP | Erstveröffentlichung: 18. September 2013                                                                    |
| 2014 | Symmetry/Kowaremono (シンメトリー/コワレモノ) –                        | JP22 (4 Wo.)JP | Erstveröffentlichung: 19. Februar 2014                                                                      |
| 2015 | 悪人/その先へ –                                                        | JP19 (4 Wo.)JP | Erstveröffentlichung: 2. September 2015                                                                     |
| 2016 | With You –                                                             | JP22 (3 Wo.)JP | Erstveröffentlichung: 19. Oktober 2016                                                                      |
| 2017 | Anata ga Matteru (あなたが待ってる) –                                  | JP21 (3 Wo.)JP | Erstveröffentlichung: 22. Februar 2017 feat. Hikaru Utada                                                   |
| 2017 | Kodoku wo Tsunaide 孤独を繋いで –                                      | JP15 (4 Wo.)JP | Erstveröffentlichung: 5. Juli 2017                                                                          |
| 2021 | Kibou wo Narase –                                                      | — | Erstveröffentlichung: 5. Dezember 2021                                                                      |
| 2023 | Saigo ni Nokoru Mono –                                                 | — | Erstveröffentlichung: 4. Oktober 2023                                                                       |